# Mithréum

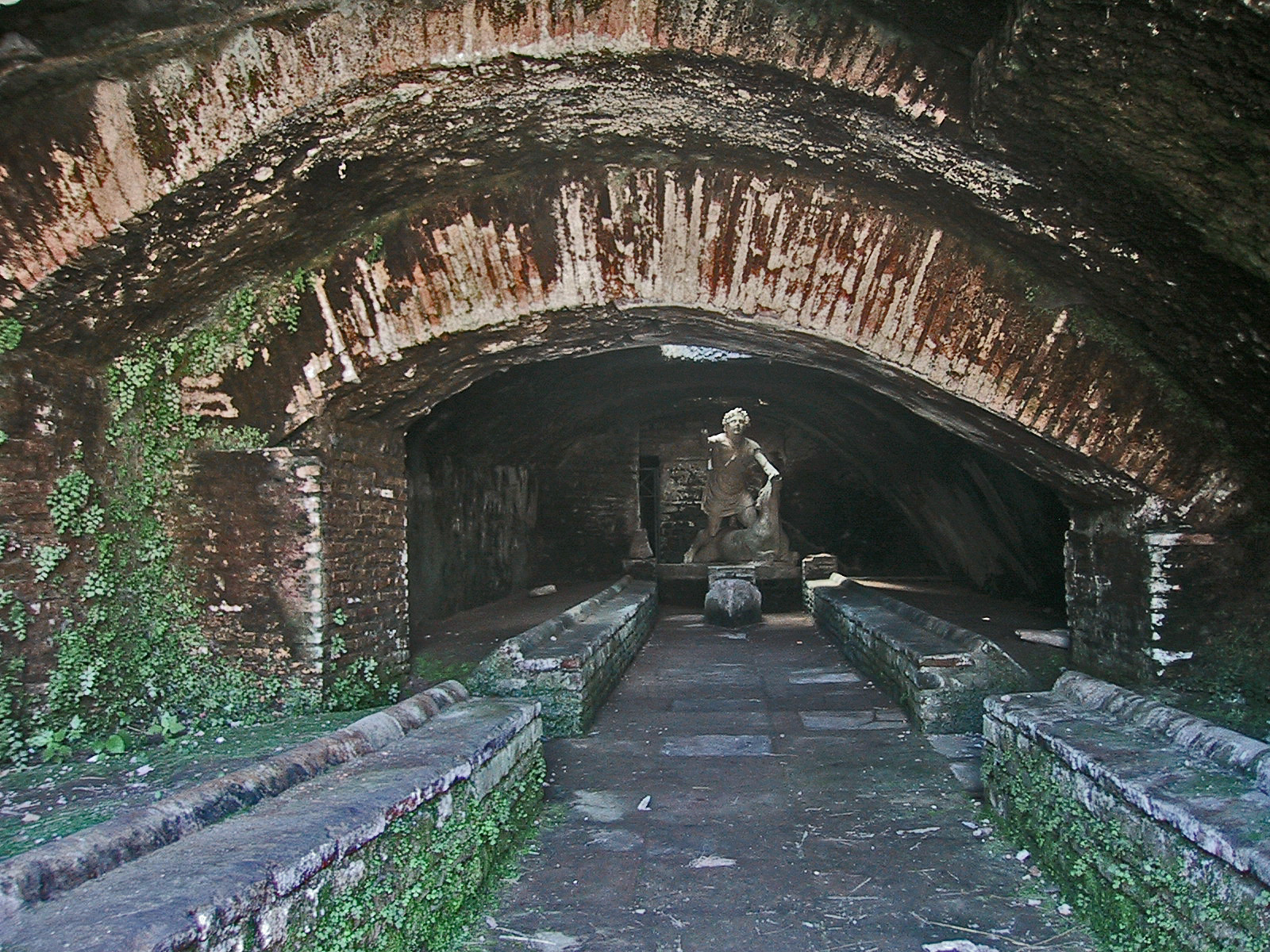
Mithréum d'Ostie.

Mithréum, ou mithraeum désigne un sanctuaire du culte de Mithra, un culte d'origine orientale qui connaît une grande diffusion dans l'Empire romain. Le IIe siècle voit se multiplier ce type d'édifices dans toutes les provinces, particulièrement sur les frontières en raison de sa popularité chez les soldats. Le mithréum se caractérise par une forme architecturale particulière étroitement liée au mythe de cette divinité d'origine indo-iranienne : le symbolisme de la grotte y est déterminant, et contribue à l'atmosphère mystérieuse de ce culte initiatique aussi bien qu'à l'attente de surnaturel qui la caractérise.

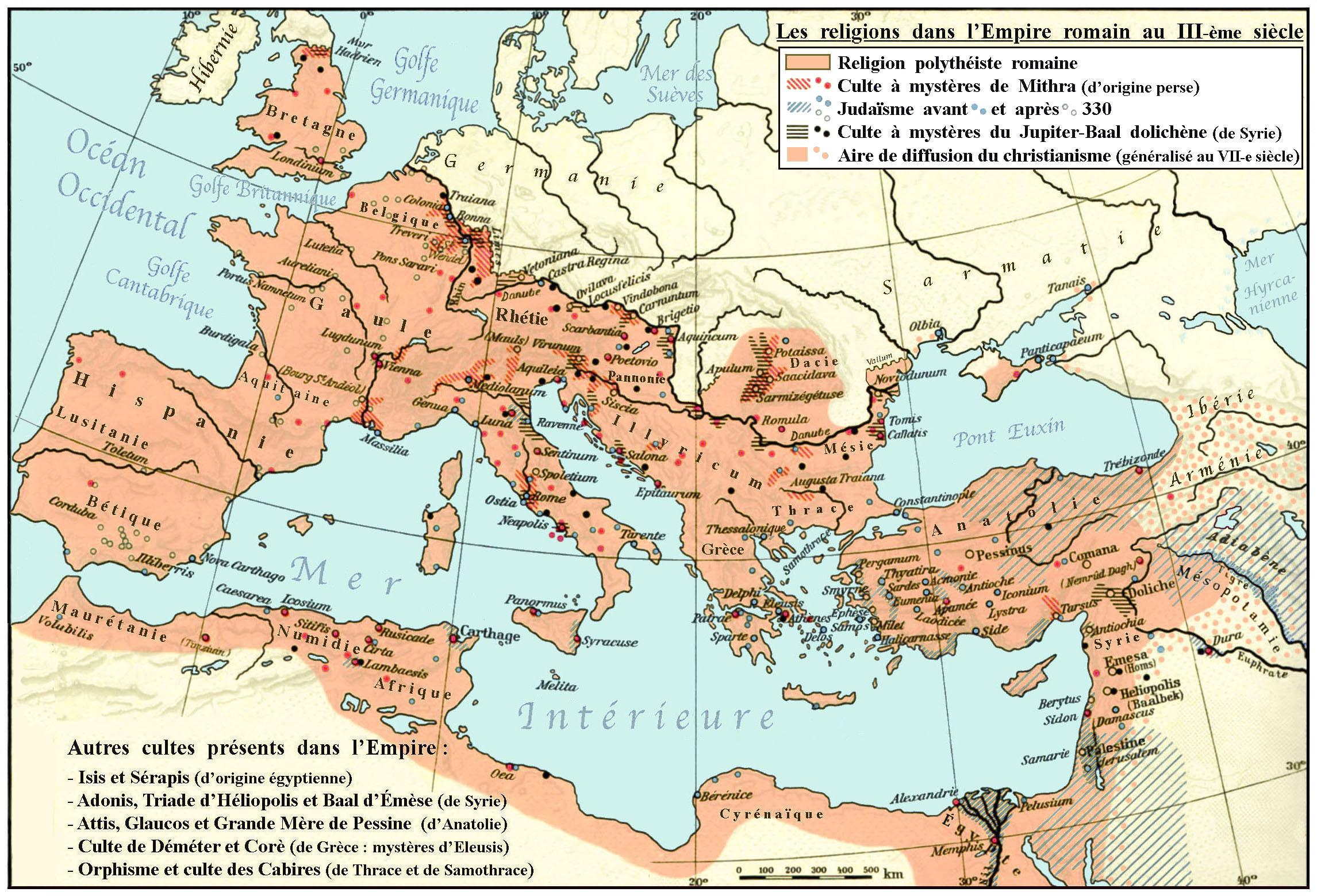
Carte de la diversité religieuse dans l'Empire romain au IIIe siècle avec, en rouge, les principaux mithréums.

## Organisation générale
La pièce principale du sanctuaire est une salle allongée, la « grotte » proprement dite (spelunca, spelaeum), pourvue d'un autel ou d'un simple relief cultuel à une extrémité, et de bancs surélevés (podia) tout le long des deux côtés. L'entrée se fait souvent par une antichambre (pronaos). La grande caractéristique de ce sanctuaire par rapport aux autres cultes païens est la localisation du sanctuaire (le naos) à l'intérieur même de la salle d'assemblée où avaient lieu les principales manifestations de la communauté cultuelle : l'initiation, les repas rituels, etc. La niche cultuelle avec son relief de la tauroctonie et ses objets cultuels constituaient le point focal d'attention de la communauté. La salle de culte est de dimensions modestes et correspond à une communauté de taille réduite.

## Adaptation architecturale
Malgré l'existence de caractéristiques communes, les mithréums montrent une grande variété d'aménagement et de décor dans l'Empire, résultat de l'adaptation locale du culte. Sur les 58 mithréums reconnus par l'archéologie, seulement 14 sont des constructions ad hoc, ex novo, pour les besoins du culte et la grande majorité sont donc des édifices préexistants convertis au culte mithraïque. Les nouvelles constructions sont presque toutes situées dans les provinces occidentales (Bretagne, Gaule, Germanie). En Italie, où on trouve la plus grande concentration de mithréums (25 sanctuaires), un seul est une construction ex novo.
Les bâtiments modifiés pour servir de mithréum sont d'origine très variée : il peut s'agir d'entrepôts, de bains, de grottes, de cryptoportiques, de chambres de stockage souterraines, d'anciennes tombes étrusques, mais aussi d'habitations privées. L'ampleur des modifications varie aussi considérablement d'un site à l'autre, depuis la simple démarcation de l'environnement architectural jusqu'à des réaménagements plus ambitieux.  Le plan intérieur conserve les éléments de base indiqués, mais leur taille et leurs proportions peuvent être très différentes.

## Ruines
- Grande-Bretagne
  - La City de Londres possède les fondations d'un mithræum[3], vestige de l'antique Londinium, ce qui en fait l'un des plus vieux monuments de la capitale britannique, le London Mithraeum (en) ;
  - Mithræa à Housesteads, Carrawburgh et Rudchester.

- Italie

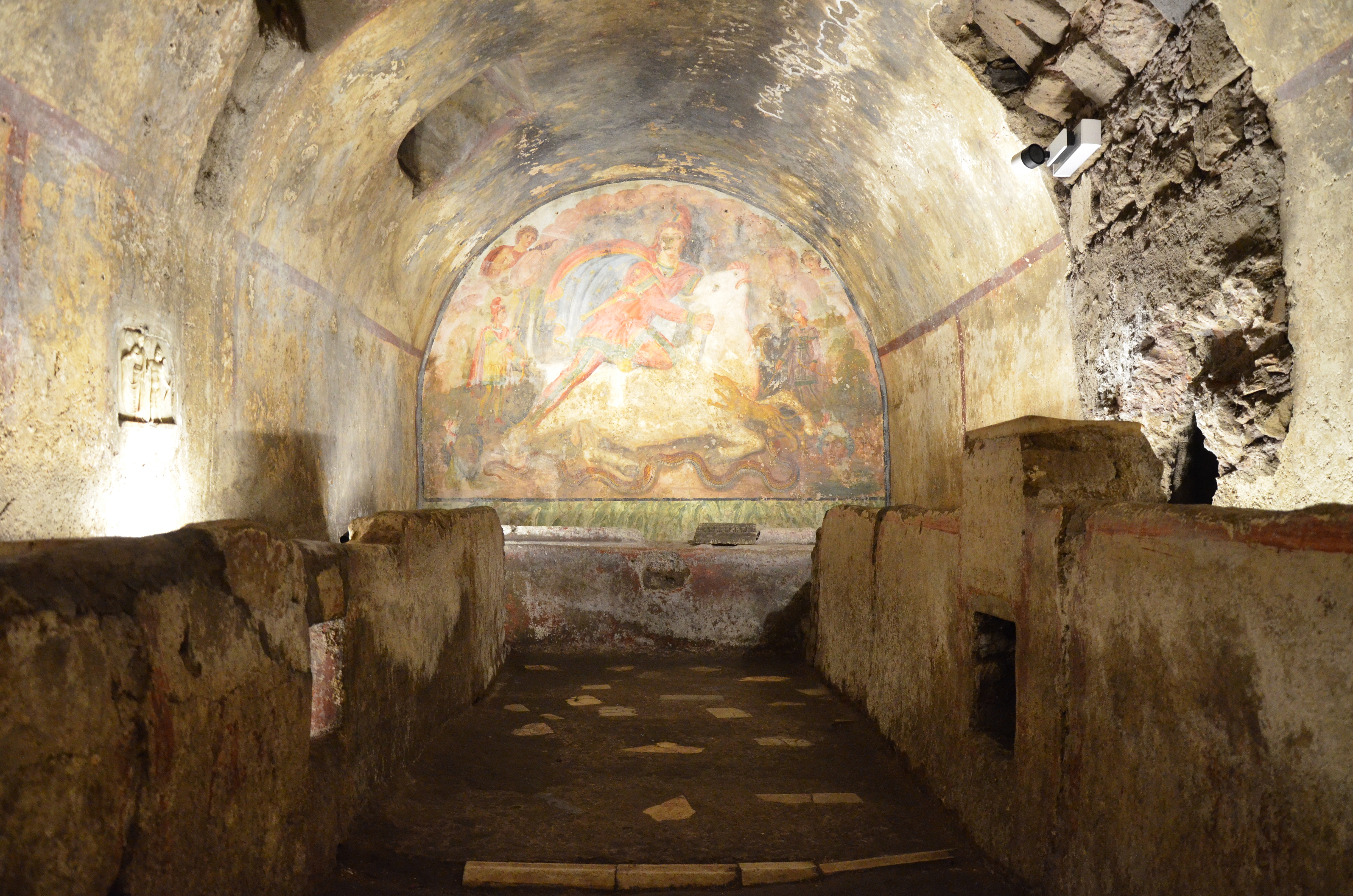
Mithraeum de Santa Maria Capua Vetere (Campanie).

  - le Mithraeum de San Clemente, bien conservé, au-dessus duquel est bâtie la Basilique Saint-Clément-du-Latran, à Rome ;
  - le Mithraeum de Santa Maria Capua Vetere découvert en 1922 en Campanie ;
  - Ostie, le port de Rome, où on a retrouvé les restes de 17 mithræa : l'un d'eux présente des découvertes assez importantes[4]. L'importance du mithraïsme à Rome semble confirmée par les découvertes archéologiques : plus de 74 sculptures, une centaine d'inscriptions et des ruines de temples et de sanctuaires dans toute la ville et sa périphérie. Un des mithræa les plus représentatifs, (doté d'un autel et de bancs de pierre toujours visibles), se trouve être construit sous une maison romaine (ce qui apparemment était une pratique habituelle) ; il est encore visible dans la crypte sur laquelle a été érigée la Basilique Saint-Clément-du-Latran à Rome.
- France : "La Gaule présente actuellement une vingtaine de mithraea attestés et une soixantaine de sites marqués par le culte"[5].
  - à Bordeaux, en 1986, un chantier de fouilles archéologiques a mis en évidence, cours Victor-Hugo, l'existence d'un temple de Mithra. C'est « le plus grand sanctuaire découvert en Gaule ». La statuaire, de grande qualité, est présentée aujourd’hui au musée d’Aquitaine[6].
  - à Nuits-Saint-Georges sur le site des Bolards.
  - à Bourg-Saint-Andéol[7],[8]
  - à Aubeterre-sur-Dronne, sous l'église monolithe de Saint-Jean
  - à Mandelieu-la-Napoule
  - à Angers : découvert en mai 2010[9], dans le cadre d'opérations de fouilles archéologiques préventives (sur le site de l'ancienne clinique Saint-Louis, et avant la construction d'un immeuble)[10].
  - à Strasbourg : le plus important des sanctuaires dédiés à Mithra est découvert en 1911, à Koenigshoffen, faubourg occidental de Strasbourg, sur la vieille voie militaire qui reliait Argentorate à Tres Tabernae, lors de la construction de l'église Saint-Paul[11]
  - En Corse, découverte en janvier 2017 par l'Inrap d'un sanctuaire dédié au dieu Mithra sur le site de La Canonica, sur la commune de Lucciana en Haute-Corse[12],[13].
- En Roumanie, dans l'ancienne province de Dacie, on retrouve en 2003 un mithræum à Alba Iulia.
- Au Liban, le mithraeum deux fois perdu de Sidon. Une première fois au Moyen Âge, et une seconde fois en 1924 après la mort du dernier chasseur d'antiquité connaissant son emplacement.
- La ville de Martigny (ancienne Octodurus), dans les Alpes suisses, montre un mithræum reconstruit (site internet) ;